# چقا (اراک)
چقا (اراک)، روستایی از توابع بخش مرکزی شهرستان اراک در استان مرکزی ایران است.
اين روستا در  فاصله ۳ کیلومتری از شهر اراک قرار دارد. نام روستا یا کلا نام منطقه به این نام در ایران بسیار است . اما تقریباً همه آن‌ها دارای پس وند و پیش وند هستند. تقریباً تنها اسم مکانی به این نام که فاقد پیش وند و پسوند است "چقا "نام روستایی در ضلع جنوب و همجوار اراک و جنب اداره برق باختر است. اصل اسم این روستا "چاه آقا "بوده است. دلیل آن این است که روحانی بوده که با حفر قناتی موجب سکنی تعدادی جمعیت در این نقطه می شود که مشهور به چاه آقا می شود و بعدها بنام " چقا" تلفظ می‌شود. 
این روستا در گذشته‌ها دارای اراضی بسیاری که از شمال غربی به اراک، از جنوب به روستای حسین آباد و بغدادی که الان کارخانجات و مراکز تجاری و تولیدات بسیاری مابین آن‌ها قرار گرفته. و از غرب به اراک و روستاهای قنات که اکنون منطقه ای از اراک است و مابین آن تا چقا سازمان تره بار اراک، مرکز تولید بذر چقا، و حوزه علمیه خاتم الانباء و دانشگاه پیام نور و برق باختر در همجوار چقا قرار گرفته. در مشرق به روستاهای احمدآباد، شهرجرد و رسول آباد که از اراضی شنتیایی ( از مالکان قبل از انقلاب )بوده ختم می‌شود . اطراف روستای چقا کارخانه‌های هپکو،شهرک خودرو، ستاد مرکزی نیروی انتظامی استان مرکزی، پایانه‌های اراک، آلومینیوم ایران، نمایشگاه بین‌الملل اراک، سازمان اتوبوسرانی اراک و حومه قرار دارد.
از چند سال پیش شهرداری اراک با تصرف زمین‌های این روستا که تا اراک ادامه داشت اقدام به ایجاد پارک جنگلی چقا با آبیاری تحت فشار نموده که اکنون با حکم مراجع قضایی به کشاورزان روستا بعودت شد ه. به عبارتی شهرداری باید زمین را به حالت اولیه برگرداند ( یعنی کندن درختان) . چقا در گذشته دارای باغات انگور بسیاری بود . و محصولات کشاورزی آن گندم، جو، یونجه، هندوانه، پنبه و دام پروری بوده ،اما امروزه در گندم و جو و یونجه و هندوانه محدود است، البته صنایع ایجاد شده در اراک آسیب بسیار جدی به کشاورزی این روستا وارد کرده بطوری که باغات آن از بین رفته‌ است. به همین دلیل کشاورزان این روستا از دیر باز همزمان در کارخانجات اطرف اشتغال داشته و دارند.
آب کشاورزی این روستا از ابتدا با قناتی که شرح آن رفت تأمین شده و همچنان به همان میزان دارای آب است و چاهی که به وسیله موتور استخراج و پس از سال‌های طولانی و بازسازی در سال‌های اخیر مجددا مورد بهره‌برداری قرار گرفته‌است ا.ما به خاطر وجود شهرنشینی و کارخانجات در اطرف چاههای آب قنات آبب این قنات دیگر غیر قبل شرب می‌باشد . و پس از انقلاب دارای آب شرب لوله‌کشی، برق، گاز و تلفن است . 
این روستا در عین نزدیمکی به شهر اراک و برخوردار از امکانات، ولی توسعه نیافته‌است . تقریباً همه کشاورزان این روستا در شهر اراک سکونت دارند. و در سال‌های اخیر مردمانی از دیگر نقاط به صورت بسیار محدود در آنجا سکونت یافته‌اند و همچنین محل انبارهای توزیع کالا و بعضاً مراکز تجاری و خدماتی مربوط به اراک در روستا دایر شده‌است. این روستا شهیدان، پزشکان، مدیر استانی و ملی، مهندسین و دکتر در رشته‌های متفاوت و عالمان دانشگاهی و حوزوی و نویسندگانی به جامعه تقدیم کرده‌ است.

## جمعیت
این روستا در دهستان معصومیه قرار دارد و براساس سرشماری مرکز آمار ایران در سال ۱۳۸۵، جمعیت آن ۵۵ نفر (۱۳خانوار) بوده‌است.